# Willi Schohaus
Willi Schohaus (* 2. Januar 1897 in Zürich; † 22. Juni 1981 ebenda) war ein Schweizer Pädagoge.

## Leben und Wirken
Willi Schohaus wuchs in Zürich auf und war im Ruhrgebiet beheimatet. Von 1917 bis 1918 war er im deutschen Kriegsdienst und 1919 Mitglied des Spartakusbundes in Berlin.
Nach seinen geisteswissenschaftlichen Studien an den Universitäten Zürich und Basel promovierte er 1922 an der Universität Bern. Unter dem Einfluss von Paul Häberlin begann Schohaus sich mit der Psychoanalyse auseinanderzusetzen und promovierte mit einer Arbeit über die theoretischen Grundlagen und die wissenschaftstheoretische Stellung der Psychoanalyse.
Für Schohaus war Johann Heinrich Pestalozzi ein grosses Vorbild. Er gründete ein Erziehungsheim und war Seminarlehrer am Thurgauischen Lehrerseminar Kreuzlingen und von 1928 bis 1962 dessen Direktor. Er entdeckte und förderte das künstlerische Talent des damaligen Seminaristen Anton Bernhardsgrütter.
Schohaus war ein Verfechter innerer Schulreformen; die Qualität von Schulen hing für ihn «vom Geist des Lehrers ab». Zu seinen bekanntesten Schriften zählen Schatten über der Schule von 1933 und Erziehung zur Menschlichkeit von 1969. Schatten über der Schule erschien auf Englisch unter dem Titel The dark places of education in mehreren Auflagen. Er war regelmässiger Mitarbeiter der Monatszeitschrift Schweizer Spiegel. 
Schohaus’ Nachlass befindet sich im Staatsarchiv Thurgau.

## Schriften
- Schatten über der Schule. Eine kritische Betrachtung. Schweizer Spiegel Verlag, Zürich 1930.
- Erziehung zur Menschlichkeit. Verlag Huber, Frauenfeld 1969.